# Эозин B
Эозин B (англ. Eosin Bluish) — форма эозина, 4,5-дибром-2,7-динитрофлуоресцеин, как правило, в форме динатриевой соли. Краситель, используется для окраски шерсти, хлопка и бумаги, а также в гистологии для окраски клеток. Красно-коричневый порошок, легко растворим в воде. При растворении образует желтовато-красный раствор со слабой зеленоватой флуоресценцией.  